# Piazza Indipendenza (Reggio Calabria)

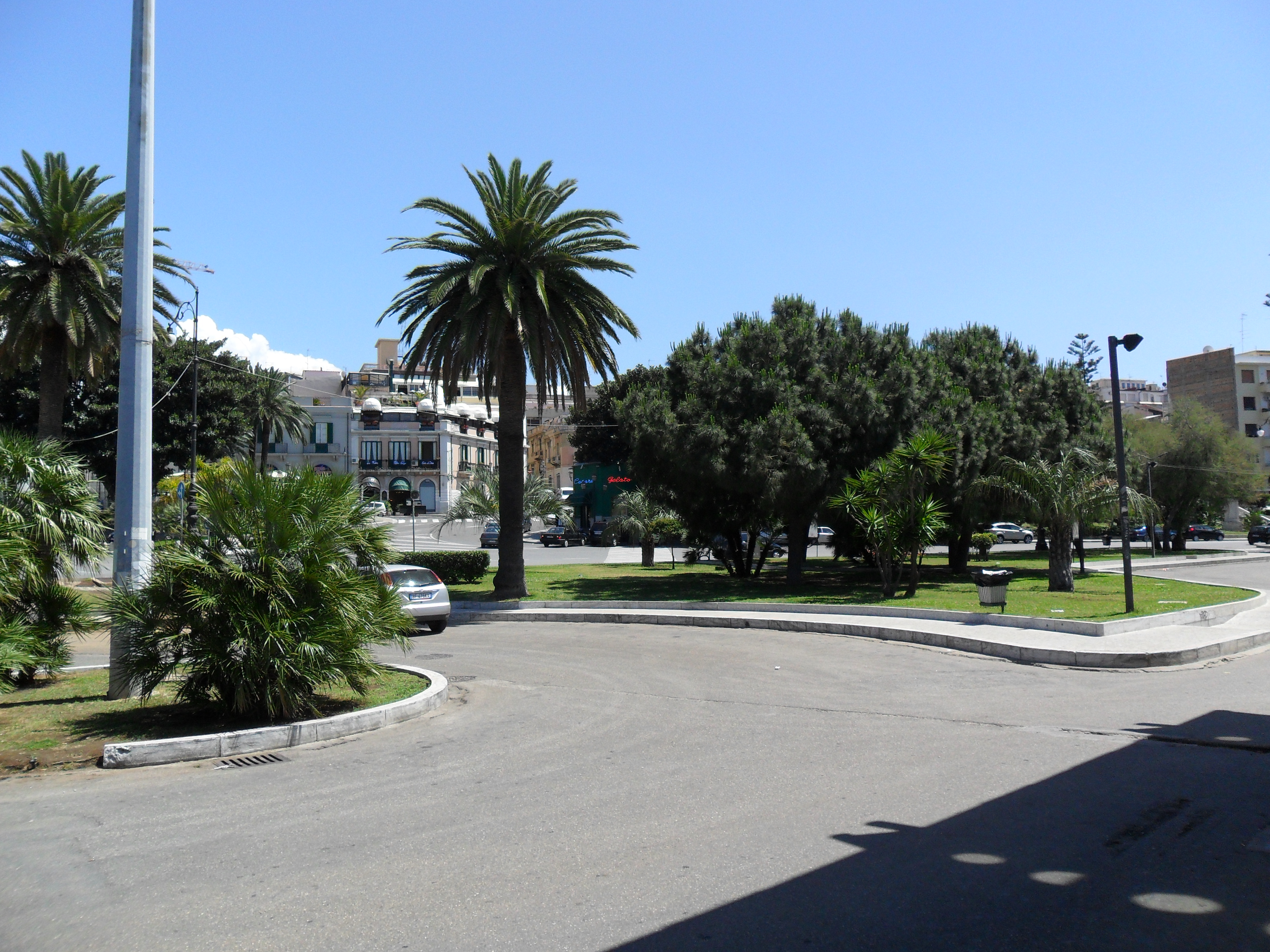
Piazza Indipendenza lato mare

Piazza Indipendenza è una piazza del centro storico di Reggio Calabria. È una delle piazze centrali più importanti della città per la presenza a poca distanza del Museo nazionale della Magna Grecia e della stazione ferroviaria Reggio Lido. La piazza, inoltre, è spesso sede di concerti musicali e spettacoli che si tengono principalmente nel periodo estivo.

## Struttura della piazza

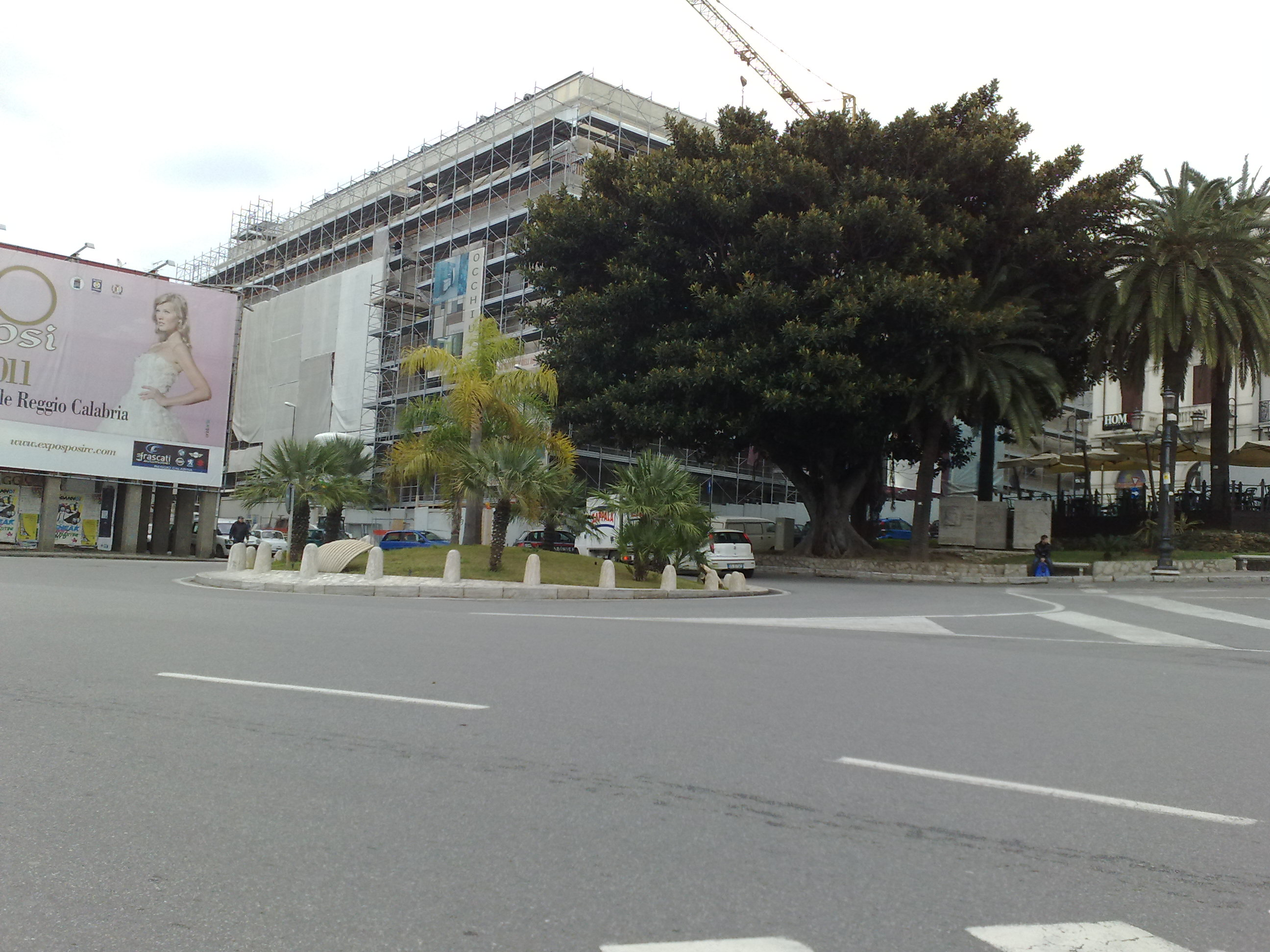
Veduta della piazza con sullo sfondo il Museo in restauro

La piazza ha pianta planimetrica irregolare e presenta un leggero dislivello dell'andamento del terreno in direzione mare-monti. Per grande sua parte è occupata dalla sede stradale, la fruizione pedonale è marginalizzata ai bordi del suo perimetro dove si aprono due grandi slarghi, uno contiguo alla passeggiata del lungomare,in prossimità della stazione di Reggio-lido, l'altro, meno esteso, in prossimità del museo archeologico e del largo Cristoforo Colombo, in prossimità del quale è collocato il monumento a Corrado Alvaro. Il monumento, opera dello scultore Alessandro Monteleone, fu realizzato nel 1965. È costituito da tre distinti blocchi a forma di cubo, in marmo travertino, sulle cui facciate sono scolpiti personaggi, pensieri e frasi dalle opere, con il busto dello scrittore stesso; riconoscimento della città e della provincia di Reggio a Corrado Alvaro, che diede vanto alla cultura italiana.
La sua funzione di piazza, allo stato attuale, viene parzialmente perduta a causa del convergere del flusso veicolare proveniente da Corso Vittorio Emanuele III, da largo Cristoforo Colombo, da via Vittorio Veneto, da viale Genovese Zerbi e dal lungomare; difatti, piazza Indipendenza, porta nord della città, è uno spazio urbano "cerniera" nel punto in cui la città stessa ha la rotazione della maglia urbana del primo novecento. Inoltre la posizione fronte-mare, a ridosso del lungomare Falcomatà, fa di questo spazio un luogo naturalmente deputato alla fruizione pedonale, soprattutto nei periodi estivi in cui il transito veicolare viene interdetto.

## Curiosità
In città la piazza è famosa per le vicissitudini della fontana artistica che, negli anni, è stata ricostruita più volte perché più volte ha deluso le aspettative degli abitanti della città. Per tale ragione ha ispirato una poesia del poeta satirico Nicola Giunta come simbolo delle originali scelte delle varie amministrazioni comunali che si sono succedute nel tempo. Attualmente la fontana è stata riconvertita in aiuola che funge da rotatoria per le automobili che giungono all'incrocio tra le strade che vi convergono.

## Location di spettacoli
Negli anni la piazza è stata location di vari concerti e spettacoli tra cui: 
- Duran Duran il 23 luglio 2008 per il loro Red Carpet Massacre World Tour; con oltre 50.000 spettatori
- Piero Pelù con circa 20.000 spettatori
- Antonello Venditti il 19 agosto 2007; circa 30.000 spettatori
- Pooh con il loro Beat Regeneration Tour Summer il 19 agosto 2008; circa 60.000 spettatori
- Ricky Martin il 19 luglio 2007; circa 40.000 spettatori
- Natalie Imbruglia l'8 settembre 2007
- Chic il 31 luglio 2005
- KC and the Sunshine Band ad agosto 2004
- Fedez il 17 settembre 2024
- L'anno che verrà, trasmissione televisiva di Rai 1 andata in onda il 31 dicembre 2024 condotta da Marco Liorni con protagonisti Arisa, Ermal Meta, Los Locos, J-Ax, Donatella Rettore, Patty Pravo, i Ricchi e Poveri, Clementino, Alex Britti Romina Power, Cristiano Malgioglio, Sal Da Vinci, Anna Oxa, Diodato, Leo Gassmann, Big Mama, Nino Frassica e tanti altri ospiti.